# Take Over Control
«Take Over Control» —en español: «Tomar el control»— es una canción realizada por el DJ y productor surinamés Afrojack, con la colaboración en las voces de la cantante holandesa Eva Simons. La canción fue compuesta por Afrojack, Eva e Ingrid Simons, y Mike Hamilton. Fue lanzado como sencillo en los Países Bajos, el 12 de agosto de 2010. La canción permaneció durante seis semanas en el puesto número uno del Hot Dance Airplay de Billboard.

## Video musical
Es el primer video musical oficial que lanza Afrojack en su trayectoria. Fue dirigido por Alex Herron y se empezó a rodar el 14 de septiembre de 2010 en Death Valley en Nevada. El video se estrenó en YouTube el 12 de octubre de 2010 a través de la cuenta de Spinnin 'Records.
El video comienza mostrando a Nick van de Wall (Afrojack) conduciendo un Audi R8 en medio del desierto. Mientras, Simons interpreta a una bailarina robótica bailando dentro de un autobús escolar, acompañado por cuatro bailarinas. Al salir del autobús, continúan realizando su rutina de baile en un campo desértico, y se puede ver unos cuantos aviones averiados de fondo. Las chicas toman el control del campo, cuando de repente sufren un descenso de energía, y llega Afrojack para socorrerlas y las vuelve a conectar, supuestamente a una batería para poder seguir realizando su baile.

## Listado de canciones
| Descarga Digital |                                                 |          |  |
| N.º              | Título                                          | Duración |  |
| 1.               | «Take Over Control» (Extended Vocal Mix)        | 6:39     |  |
| 2.               | «Take Over Control» (Extended Instrumental Mix) | 6:39     |  |
| 3.               | «Take Over Control» (Radio Edit)                | 2:54     |  |

| CD, maxisencillo |                                                         |          |  |
| N.º              | Título                                                  | Duración |  |
| 1.               | «Take Over Control» (Radio Edit)                        | 2:58     |  |
| 2.               | «Take Over Control» (Dutch Radio Edit)                  | 3:28     |  |
| 3.               | «Take Over Control» (Extended)                          | 6:38     |  |
| 4.               | «Take Over Control» (Adam F. Remix)                     | 3:34     |  |
| 5.               | «Take Over Control» (Drumsound & Bassline Smith Mix)    | 3:44     |  |
| 6.               | «Take Over Control» (Spencer & Hill Mix)                | 6:10     |  |
| 7.               | «Take Over Control» (Apster Remix)                      | 5:34     |  |
| 8.               | «Take Over Control» (Sunnery James & Ryan Marciano Mix) | 6:07     |  |
| 9.               | «Take Over Control» (Ian Carey Remix)                   | 6:45     |  |

## Posicionamiento en listas y certificaciones
| Lista (2010/11)                              | Mejor posición |
| -------------------------------------------- | -------------- |
| Alemania (Media Control AG)                  | 78             |
| Australia (ARIA)                             | 17             |
| Austria (Ö3 Austria Top 40)                  | 46             |
| Bélgica (Flandes) (Ultratip Bubbling Under)  | 7              |
| Bélgica (Valonia) (Ultratip Bubbling Under)  | 9              |
| Canadá (Hot 100)                             | 39             |
| República Checa (Rádio Top 100)              | 34             |
| Escocia (The Official Charts Company)        | 11             |
| Estados Unidos (Billboard Hot 100)           | 41             |
| Estados Unidos (Billboard Heatseekers Songs) | 1              |
| Estados Unidos (Hot Dance Club Songs)        | 23             |
| Estados Unidos (Billboard Pop Songs)         | 24             |
| Estados Unidos (Billboard Hot Latin Songs)   | 42             |
| Hungría (Dance Top 40)                       | 1              |
| Hungría (Rádiós Top 40)                      | 18             |
| Países Bajos (Dutch Top 40)                  | 12             |
| Polonia (Dance Top 50)                       | 1              |
| Reino Unido (UK Singles Chart)               | 24             |
| Reino Unido (UK Dance Chart)                 | 3              |
| Reino Unido (UK Indie Chart)                 | 2              |

| País         | Lista (2010)            | Posición |
| ------------ | ----------------------- | -------- |
| Hungría      | Hungarian Airplay Chart | 74       |
| Países Bajos | Dutch Singles Chart     | 81       |

| País      | Organismo certificador | Certificación |
| --------- | ---------------------- | ------------- |
| Australia | ARIA                   | Platino       |